# 鈴木崚汰
鈴木 崚汰（すずき りょうた、1998年〈平成10年〉12月22日 - ）は、日本の男性声優。愛知県名古屋市生まれ、千葉県育ち。株式会社DASH ON代表取締役。

## 経歴
子供のころから水泳や空手を習い、中学生になると陸上部に専念し、県大会で入賞という結果を残すほどスポーツに打ち込んだ。千葉県立検見川高等学校で陸上部の体験入部に参加した際、雨で練習が中止になり説明会のみ行われたが、放送委員会の司会進行に感銘を受け、陸上部と同時に放送委員会にも所属した。NHK杯全国高校放送コンテストの朗読部門準決勝で1点が足りず敗退、その時の悔しさから高校1年生の夏には陸上部を辞めて放送委員に専念する。大会後、中学生のころからアニメが好きで声優を職業として認識していたことから「声優を目指せる可能性があるんじゃないか」と思うようになる。
高校2年生の4月に日本ナレーション演技研究所に入所。高校生活と養成所を掛け持ちし、3年生のころに念願だった第63回NHK杯全国高校放送コンテスト（2016年）朗読部門で優勝する。大会優勝と同時期に事務所に所属。高校在学中にアニメ初出演や、第89回選抜高等学校野球大会（2017年）開会式司会を務めた。
2023年3月31日、ヴィムスを退所。翌4月1日よりトムス・ミュージックに所属。
2025年4月1日、トムス・ミュージックから独立し、自身が代表取締役を務める株式会社DASH ONを設立。

## 人物
趣味は自重トレーニング、カラオケ、アコースティックギター。特技は片手腕立て伏せ、三重跳び。空手初段を所持している。
『告RADIO』のあだ名「す」が定着している。
声優モノマネのレパートリーに松岡禎丞、津田健次郎を挙げていて、松岡のモノマネに関して杉田智和から「松岡のモノマネができる人は業界でも珍しい。なかなかいない。」と言われているが、鈴木曰く松岡のモノマネは『鬼滅の刃』の嘴平伊之助しかできないという。

## 出演
太字はメインキャラクター。

### テレビアニメ
2016年
- NTV アイキャラ2 桐原アイ ショートアニメ（憧れの先輩）
- 機動戦士ガンダム 鉄血のオルフェンズ（2016年 - 2017年、鉄華団団員）

2017年
- 風夏（通行人）
- タイガーマスクW
- 亜人ちゃんは語りたい（子分B）
- ソード・オラトリア ダンジョンに出会いを求めるのは間違っているだろうか外伝（クルス・バッセル）
- アトム ザ・ビギニング（電子音、アナウンス、声C）
- モンスターハンター ストーリーズ RIDE ON（炭鉱夫B、書士隊員D）
- ID-0（生徒④）
- 妖怪アパートの幽雅な日常（男の子、男子生徒）
- カイトアンサ（鷹木ディレクター、升盛桃輪、卯土岐アンダルシア）
- ようこそ実力至上主義の教室へ（2017年 - 2024年、2年生男子、三宅明人） - 3シリーズ
- ベイブレードバースト ゴッド（ブラックアイ）
- セントールの悩み（男子生徒）
- 遊☆戯☆王VRAINS（2017年 - 2019年、君島マコト、ハノイの騎士、男性デュエリスト、鎧塚、草薙仁 他）
- 将国のアルタイル（親兵E、ビクトリノ、市民A）
- 王様ゲーム The Animation（永田輝晃）
- クジラの子らは砂上に歌う（ジキ、ネギシ）
- ネト充のススメ（林）
- 食戟のソーマ シリーズ（2017年 - 2019年、男性客C、男子生徒、極星寮男子、男子生徒A） - 3シリーズ
- クラシカロイド（2017年 - 2018年、客、ボーイA、生徒A）
- 戦刻ナイトブラッド（兵士）

2018年
- 伊藤潤二『コレクション』（秋山、男子、ジャズ喫茶店員、兄、ピエロB 他）
- 学園ベビーシッターズ（竜一の父）
- グランクレスト戦記（兵士、ヨアヒム）
- 七つの大罪 シリーズ（2018年 - 2021年、騎士、シスカ、鉱夫B、客A、アーバス / タルミエル 他） - 3シリーズ
- 奴隷区 The Animation（大田ユウガ）
- 3D彼女 リアルガール（色葉の元彼）
- 千銃士（カルロ）
- 七星のスバル（田茂）
- はたらく細胞（2018年 - 2021年、白血球1、キラーT細胞2、赤血球2、ナイーブT細胞3、赤血球7 他） - 2シリーズ
- 邪神ちゃんドロップキック（2018年 - 2023年、桂大五朗、取り立て人4） - 3シリーズ + 特別編
- ハイスコアガール（2018年 - 2019年、ゲーマー、ギャラリーB） - 2シリーズ
- 転生したらスライムだった件（田村）
- やがて君になる（久瀬）
- 火ノ丸相撲（2018年 - 2019年、西郷、首藤正臣）
- メルクストーリア -無気力少年と瓶の中の少女-（エニグマ）
- とある魔術の禁書目録III（客）
- ツルネ シリーズ（2018年 - 2023年、山之内遼平） - 2シリーズ
- 東京喰種トーキョーグール:re（環水郎）
- SSSS.GRIDMAN（有井） - 2023年に劇場総集編公開
- グラゼニ（源田）
- DOUBLE DECKER! ダグ&キリル（アメフト部員A）
- となりの吸血鬼さん（男性客B）

2019年
- ぱすてるメモリーズ（アナウンス）
- モブサイコ100 II（霊能力者1）
- ガーリー・エアフォース（ナンパ男）
- かぐや様は告らせたい〜天才たちの恋愛頭脳戦〜（2019年 - 2023年、石上優） - 3シリーズ + 特別編
- マナリアフレンズ（魔物、生徒C、男生徒B）
- なんでここに先生が!?（佐藤一郎）
- 消滅都市（ユウジ）
- 文豪ストレイドッグス（構成員）
- とある科学の一方通行（DA兵）
- 炎炎ノ消防隊（椅子男、第5隊員）
- イナズマイレブン オリオンの刻印（マッテオ・ドメニコ）
- ダンベル何キロ持てる?（AD）
- 女子高生の無駄づかい（タクト）
- カードファイト!! ヴァンガード（対戦者B）
- ぬるぺた（医療スタッフC、担任）
- けだまのゴンじろー（お客さん）
- ソードアート・オンライン アリシゼーション War of Underworld（レンリの親友）
- あひるの空（西脇）

2020年
- number24（真行寺清一郎、とり天）
- BORUTO-ボルト- NARUTO NEXT GENERATIONS（アライ）
- おりがみにんじゃ コーヤン＠きんてれ（イービルン）
- グレイプニル（男子生徒）
- 遊☆戯☆王SEVENS（堀田カセキ）
- とある科学の超電磁砲T（野郎）
- アラド:逆転の輪（エイト）
- キングスレイド 意志を継ぐものたち（2020年 - 2021年、リヒト）
- 禍つヴァールハイト -ZUERST-（クラウス）
- ふしぎ駄菓子屋 銭天堂（となり町商店街 選手、となり町大学 選手）
- A3!（通行人）

2021年
- スケートリーディング☆スターズ（雲宝賢人）
- MARS RED（森山）
- 究極進化したフルダイブRPGが現実よりもクソゲーだったら（谷城、テッドの町人、グラナダ）
- カードファイト!! ヴァンガード overDress（2021年 - 2023年、サトウ、友人） - 4シリーズ
- SSSS.DYNAZENON（風馬） - 2023年に劇場総集編公開
- 不滅のあなたへ（街の男）
- 宇宙なんちゃら こてつくん（2021年 - 2022年、アラン）
- 美少年探偵団（沃野禁止郎）
- RE-MAIN（三井）
- 海賊王女（雪丸）
- 真の仲間じゃないと勇者のパーティーを追い出されたので、辺境でスローライフすることにしました（2021年 - 2024年、レッド〈ギデオン〉） - 2シリーズ
- ブルーピリオド（佐々木）
- takt op.Destiny（ジョナサン）
- Deep Insanity THE LOST CHILD（エイデン）

2022年
- 錆喰いビスコ（赤星ビスコ）
- ハコヅメ〜交番女子の逆襲〜（源誠二）
- 天才王子の赤字国家再生術（グレン）
- シュート!Goal to the Future（雨谷隆二）
- Dr.STONE（2022年 - 2025年、七海龍水） - 4シリーズ + 特別編
- 名探偵コナン（2022年 - 2023年、恐狩サダオ、永野剛士）
- アニ×パラ〜あなたのヒーローは誰ですか〜（松方一颯）
- ヒューマンバグ大学 -不死学部不幸学科-（流川隆雄）
- 名探偵コナン 犯人の犯沢さん（ケンジ、店員、男性）
- BLEACH 千年血戦篇（2022年 - 2024年、雀部長次郎忠息〈青年〉） - 2シリーズ
- ブルーロック（2022年 - 2024年、鰐間淳壱、鰐間計助） - 2シリーズ

2023年
- 僕のヒーローアカデミア（三代目ワン・フォー・オール）
- Opus.COLORs（桐乃江麻秀）
- AIの遺電子（西園寺）
- BEYBLADE X（2023年 - 2025年、万獣キング）
- Helck（サンダバ）
- アンダーニンジャ（雲隠十郎）

2024年
- 望まぬ不死の冒険者（レント・ファイナ）
- 30歳まで童貞だと魔法使いになれるらしい（黒沢優一）
- 勇気爆発バーンブレイバーン（イサミ・アオ / バーンブレイブビッグバーン）
- WIND BREAKER（2024年 - 2025年、柊登馬） - 2シリーズ
- 忘却バッテリー（鈴木）
- ひみつのアイプリ（2024年 - 2025年、松岡ねっぱ） - 2シリーズ
- Re:Monster（幻鬼）
- 怪獣8号（2024年 - 2025年、来栖アキラ） - 2シリーズ
- ハズレ枠の【状態異常スキル】で最強になった俺がすべてを蹂躙するまで（三森灯河）
- モブから始まる探索英雄譚（大山真司）
- 未来の黒幕系悪役令嬢モリアーティーの異世界完全犯罪白書（ジェームズ＝モリアーティー）
- 逃げ上手の若君（護良親王）
- 甘神さんちの縁結び（2024年 - 2025年、上終瓜生）
- 妖怪学校の先生はじめました!（2024年 - 2025年、佐野命）
- ドラゴンボールDAIMA（ヤムチャ）
- ハイガクラ（山烏）
- トリリオンゲーム（2024年 - 2025年、桜）
- FAIRY TAIL 100年クエスト（2024年 - 2025年、スザク）

2025年
- 悪役令嬢転生おじさん（オーギュスト・リオン）
- Übel Blatt〜ユーベルブラット〜（ラングザッツ）
- SAKAMOTO DAYS（眞霜平助） - 2シリーズ
- 異修羅（浅歩きヘング）
- 不遇職【鑑定士】が実は最強だった（シャドウ）
- 日本へようこそエルフさん。（ゼラ）
- ウィッチウォッチ（乙木守仁）
- 追放者食堂へようこそ!（ヴィゴー）
- CITY THE ANIMATION（轟、横尾〈兄〉）
- アルマちゃんは家族になりたい（神里エンジ）

2026年
- うるわしの宵の月（市村琥珀）
- デッドアカウント（柄本成彦）

時期未定
- 地獄楽（山田浅ェ門殊現）
- BLACK TORCH（我妻弐郎）

### 劇場アニメ
2010年代
- 曇天に笑う〈外伝〉 〜決別、犲の誓い〜（2017年）
- ペンギン・ハイウェイ（2018年、ドライバー）
- 劇場版 七つの大罪 天空の囚われ人（2018年、天翼人）
- フリクリ オルタナ（2018年、相田弁）
- 劇場版 はいからさんが通る 後編 〜花の東京大ロマン〜（2018年、馬賊）
- 劇場版 響け!ユーフォニアム〜誓いのフィナーレ〜（2019年、吹奏楽部員）

2020年代
- 巨蟲列島（2020年、小田哲）
- 竜とそばかすの姫（2021年）
- 劇場版 七つの大罪 光に呪われし者たち（2021年）
- アイの歌声を聴かせて（2021年、男子生徒）
- 劇場版ツルネ -はじまりの一射-（2022年、山之内遼平）
- 劇場版ブルーロック -EPISODE 凪-（2024年、鰐間淳壱、鰐間計助）
- 劇場版 オーバーロード 聖王国編（2024年、ヴィジャー・ラージャンダラー）

### OVA
- ぼくたちは勉強ができない（2019年、ダイバーA）- コミックス第14巻アニメBD同梱版
- Re:ゼロから始める異世界生活 氷結の絆（2019年、チャップの部下）
- かぐや様は告らせたい?〜天才たちの恋愛頭脳戦〜（2021年、石上優[75]） - コミックス第22巻OVA付き同梱版

### Webアニメ
- モンスターストライク（2016年 - 2018年、男A、???、騎士B） - 2シリーズ
- Fate/Grand Order -絶対魔獣戦線バビロニア- Episode 0 Initium Iter（2019年、カルデア職員）
- 伊藤潤二『マニアック』(2023年、沢野、ファン[76])
- Fate/Grand Order 藤丸立香はわからない（2023年、アスクレピオス）
- GAMERA -Rebirth-（2023年、ジュリアン・ボンピアーニ）
- T・Pぼん（2024年、ジム）
- 餓狼伝: The Way of the Lone Wolf（2024年、久保涼二[77]）
- ライジングインパクト（2024年、アイス・カーマイン[78]）
- ディズニー ツイステッドワンダーランド ザ アニメーション（2025年、トレイ・クローバー[79]）

### ゲーム
2016年
- クイズRPG 魔法使いと黒猫のウィズ（2016年 - 2019年、ラスティメア、レリッシュ、クラース）

2017年
- ユバの徴（ヴォルテ）
- テリア・サーガ（ガッツ、デミアン）
- Q&Qアンサーズ（ファウスト）
- 神式一閃 カムライトライブ（ヨシオ）
- ソードアート・オンライン -インテグラル・ファクター-（主人公）

2018年
- ソードアート・オンライン フェイタル・バレット
- トリプルモンスターズ（軍神スカンダ、影鬼神）
- ダッシュ！（ノア）
- LOST TRIGGER（アレン）
- ヒーロー'sパーク（鷹水颯人）
- メイド イン ワリオ ゴージャス（マイク、ヤング クリケット）
- 軍靴をはいた猫（インク）
- グランドチェイス（バロナス）

2019年 
- 幻獣契約クリプトラクト（セフィーロ）
- Fate/Grand Order（アスクレピオス）
- イケメン源氏伝（那須与一）
- ルチアーノ同盟（ノーヴェ）
- ゴーストリコン ブレイクポイント（ボブ、ダドソン 他）
- revisions next stage（エイドリアン・モーガン）
- 一血卍傑-ONLINE-（ツクモ）
- SDガンダム GGENERATION CROSSRAYS（サンポ・ハクリ）

2020年
- De: Lithe 〜忘却の真王と盟約の天使〜（ロヒトル・ファン・クラウス）
- モンスターストライク（2020年 - 2025年、那須与一、ディヴィジョン、プロポバテ）
- エピックセブン（エノット、タラノル王宮衛兵）
- ディズニー ツイステッドワンダーランド（トレイ・クローバー / ルチウス）
- OVERHIT（ウルフ）
- SHOW BY ROCK!! Fes A Live（クースカ）
- エンゲージソウルズ（アルベルト）
- ソードアート・オンライン アリシゼーション リコリス
- グランブルーファンタジー（2020年 - 2024年、ラクレイス、アルゴル）
- ファイナルファンタジー・クリスタルクロニクル リマスター（ガーディ）
- キングダムオブヒーローズ（スザク）
- サンクタス戦記-GYEE-（ヴォル）

2021年
- バディミッション BOND（カエン、ヤサオ 他）
- ジャックジャンヌ（御法川基絃）
- 剣が刻（八雲）
- 白夜極光（ナーノス）
- 恋愛戦国ロマネスク 〜影武者姫は運命をあやなす〜（織田信長）
- タロット男子 〜22人の見習い占い師〜（サメフ・エリクシール）
- ファイナルファンタジーXIV：暁月の終焉（ユルス）
- 悪魔執事と黒い猫（ロノ・フォンティーヌ）

2022年
- BLACK STELLA PTOLOMEA（赤阪湊人）
- コトダマン（カーン）
- PolkaFantasy（ジーク）
- 信長の野望・新生（上杉謙信）
- 天獄ストラグル -strayside-（村上誉那）
- LOST EPIC（神の息子）
- 無期迷途（Mr.Fox）
- 機動戦士ガンダム 鉄血のオルフェンズG（サンポ・ハクリ）
- 文豪とアルケミスト（尾崎放哉）

2023年
- 異世界交信ミステリー -ルディ王子と消えた宝石-（王子ルディ）
- エリオスライジングヒーローズ（ジュード·アレス）
- コードギアス 反逆のルルーシュ ロストストーリーズ（レド・オフェン）
- スタンドマイヒーローズ（黒古周二）
- LOOP8（ループエイト）（サル）
- 恋花幕明録（木戸孝允）
- 9 R.I.P.（香羊）
- アルカディア（富岡佑）
- 信長の野望 出陣（上杉謙信、真田幸村）
- Sdorica（ジャサファ）
- DesperaDrops / デスペラドロップス（アッシュ・マイヤー）
- ファイナルファンタジーXVI（ファミル）

2024年
- スーパーロボット大戦DD（2024年 - 2025年、イサミ・アオ）
- あんさんぶるスターズ!!（ナイス・アルネブ・サンダー / 浅田善秀）
- ミストニアの翅望 -The Lost Delight-（ルーカス＝サリヴァン）
- モンソニ!（2024年 - 2025年、ディヴィジョン）
- 鈴蘭の剣：この平和な世界のために（ナルギル）
- 花笑む彼と（栖川銀之助）
- ロマンシング サガ2 リベンジオブザセブン（アリエス）
- ドラゴンボールスーパーダイバーズ（ヤムチャ）

2025年
- スーパーロボット大戦Y（レー・セイヴァース）
- OVER REQUIEMZ（ノイル・ベスティア）
- 冬園サクリファイス（ディラン・ギベール）
- 新月同行（浄天）

2026年
- ハンサムロンダリング -the mystic lover-（海瀬隼人）

### ドラマCD
- 音戯の譜〜CHRONICLE〜（サルハシ[137]）
  - Momotroop「音戯の譜 〜CHRONICLE〜 Liberty」
- TV number24 ドラマCD1（2019年、真行寺清一郎[138]）
- 花笑む彼と vol.2 〜Mimosa〜 栖川銀之助（2022年、栖川銀之助[139]）
- 天獄ストラグル -strayside- ドラマCD（2023年 - 2024年、村上誉那[140][141]） - 2作品[一覧 18]
- Opus.COLORs（2023年、桐乃江麻秀[142]） - 2作品[一覧 19]
- ハンサムロンダリング（2023年、海瀬隼人[143]） - 2作品[一覧 20]
- エリオスライジングヒーローズ 主題歌CD Original Drama Track（2023年、ジュード・アレス[144][145]）
- Star Sign（スターサイン）（2023年 - 2024年、天鷲新[146][147]） - 2作品[一覧 21]

### BLCD
2019年
- 優しいパンツの脱がせ方（担任教師）
- ゴールデンスパークル（中谷）
- ロストバージン 恋愛不行き届きスピンオフ（俳優）
- とろけて開いて（会社員1）

2020年
- 君ってやつはこんなにも（紺の兄）
- 恋するヒプノティックセラピー（小倉）
- 二代目！地獄ブラザース（初江）

2021年
- やましい恋のはじめかた（落合智）
- ブルースカイコンプレックス fifth （海宝龍己）
- 彼のいる生活（田中一仁）
- 新妻くんと新夫くん おかわり（辻ヶ堂奏）
- ナカまであいして（2021年－2023年、田名部尚太）
  - ナカまであいして2
  - ナカまであいして3

- ひだまりが聴こえる -リミット-（梅谷）

2022年
- 失恋ジャンキー（橘龍次郎）
- ゾンビ・ハイド・セックス1（葛西天達）
- 春懸けて、鶯（成美和雪）
- 「男子高校生、はじめての」第14弾　先輩を好きでいていいですか？（金森空良）
- 鬼と天国（波多野悠真）

2023年
- I♡歌舞伎町（新令）
- pop one's cherry（咲真慶宗）
- 南くんはその声に焦らされたい（2023年－2024年、烏丸幸太）
  - 南くんはその声に焦らされたい 2

- かわにさざなみ（2023年―2024年、丹波誠一郎）
  - かわにさざなみ 貴方の虜編
  - かわにさざなみ 3巻ミニドラマCD付
  - かわにさざなみ やまない愛編
  - かわにさざなみ 4巻ミニドラマCD付

- 君、シヲレルコト勿レ（九重ナツメ）
- タカラのびいどろ（志賀宝）
- ちょっと待とうよ、春虎くん（2023年－2024年、黒部春虎）
  - ちょっと待とうよ、春虎くん　※月刊ディアプラス24年02月号付録

2024年
- つよがりオメガは僕らの番 1（東ヶ崎侑也）
- 30歳まで童貞だと魔法使いになれるらしい（黒沢優一）
  - 14巻 特装版ドラマCD「30歳まで売れないとアイドルになれるらしい」

- 溺愛スリーピングボイス（井上遼）
- 裏切り者のラブソング（2024年－2025年、ニコロ）
  - 裏切り者のラブソング2

- オフステージラブサイド（中崎智也）
- 相原君と嘉島君はラブコメかもしれない（旭）
- コワモテの隣人がΩだった時の対処法（江夏晃太）
- 青と碧 BLCDコレクション（飯田あたる）
- キスは番にひざまずく（橘伊織）
  - 何それ愛かよ（飯田あたる）

- キスは番にひざまずく（橘伊織）

2025年
- まって、好き。（篠崎晴人）
- お前のほうからキスしてくれよ（上野功）
- ゆらめく秋の恋ごころ（志田諒）
- 誰か夢だと言ってくれ（真柴晴人）

### 吹き替え
ニコラス・ホルト
- モンタナの目撃者（2021年、パトリック）
- レンフィールド（2023年、ロバート・モンタギュー・レンフィールド）
- オーダー（2024年、ボブ・マシューズ）

#### 映画
- 水面に映る影（2017年、若者男性、男子学生[181]）
- エル・カミーノ・クリスマス（2017年[181]）
- マンチェスター・バイ・ザ・シー（2017年[182][183][184]）
- クリスマスに降る雪は（2019年、トビン〈ミッチェル・ホープ〉[185]）
- 劇場版 ドーラといっしょに大冒険（2019年、ディエゴ〈ジェフ・ウォールバーグ〉[185]）
- ペット・セメタリー2（2020年、ブラッド[181]）
- ナイトロ・サーカス ザ・ムービー（2020年、ジム・デチャンプ[181]）
- 好きだった君へ: P.S.まだ大好きです（2020年、ジョン・アンブローズ〈ジョーダン・フィッシャー〉[185]）
- Work It 〜輝けわたし!〜（2020年、ジェイク・テイラー〈ジョーダン・フィッシャー〉[186]）
- ゾンビーズ2（2020年、作業員A[181]）
- ザ・ゴールドフィンチ（2020年、少年トム・ケーブル〈ニッキー・トールチア〉、大人トム・ケーブル〈ゴードン・ウィナリック〉[181]）
- 獣の棲む家（2020年[187]）
- スペース・プレイヤーズ（2021年、WB重役1〈スティーヴン・ユァン〉[188]）
- ドント・ブリーズ2（2021年、ジム・ボブ〈アダム・ヤング〉）
- 出会いと別れと、その間のすべて（2022年、エイダン〈ジョーダン・フィッシャー〉[189]）
- エニシング・イズ・ポッシブル（2022年、カール〈アブバクル・アリ〉[190]）
- リベンジ・スワップ（2022年[191]）
- 87分の1の人生（2023年[192]）
- ハロウィン・キラー!（2023年、若い頃のブレーク〈チャーリー・ギレスピー〉[193]）
- ミーン・ガールズ（2024年[194]）
- バッドランド・ハンターズ（2024年、チェ・ジワン〈イ・ジュニョン〉[186]）
- プー2 あくまのくまさんとじゃあくななかまたち（2024年、クリストファー・ロビン〈スコット・チェンバース〉）
- クレイヴン・ザ・ハンター（2024年、少年セルゲイ〈リーヴァイ・ミラー〉[195]）
- エア・ロック 海底緊急避難所（2024年、ジェド〈ジェレミアス・アムーア〉[196]）
- FARANG/ファラン（2025年、サム〈ナシム・リエス〉[197]）
- スナックバーへようこそ（2025年、ムース〈ガブリエル・ラベル〉）
- トワイライト・ウォリアーズ 決戦! 九龍城砦（2025年、信一〈テレンス・ラウ〉[198]）

#### ドラマ
- See 〜暗闇の世界〜（2019年〜2021年、コフン〈アーチー・マデクウィ 〉[186]）
- シェイムレス9 俺たちに恥はない （2019年[181]）
- アドルフ・ヒトラー年代記 パート1～4（2019年、ヨーゼフ・ゲッベルス、ゴーロ・マン、ウィリアム・シャイラー、エドゥアルト、ワーグナー 他[181]）
- THE 100/ハンドレッド シーズン6～7（2019年、ガブリエル・サンティアゴ〈チュク・モデュー〉[185]）
- エクスパンス ～巨獣めざめる～ シーズン4～6（2019年〜2021年、フィリップ〈ジェサイ・チェイス・オーウェンス〉[186]）
- アップロード 〜デジタルなあの世へようこそ〜（2020年〜2022年、ルーク〈ケビン・ビグリー（英語版）〉）[185]
- Titins/タイタンズ シーズン2～4（2020年〜2023年、コナー・ケント / スーパーボーイ〈ジョシュア・オーピン〉[185]）
- キングダム シーズン2（2020年、訓練大将[181]）
- ON MY BLOCK シーズン3（2020年、ギャング[181]）
- Manifest/マニフェスト（2020年、少年ジーク[181]）
- アメージング・ストーリー #4「命の気配」（2020年、コディ[181]）
- キャンプ・キキワカ シーズン4 #64「湖に沈めた過去」（2020年、オースティン・ジャスティン〈リカルド・ウルタド〉[181]）
- グランド・アーミー（2020年、ティム[181]）
- オールモスト・ネバー 夢みるバンド物語（2022年、ハリー〈ハリー・スティル〉[199]）
- 私たちの青い夏 シーズン1～2（2022年、コンラッド〈クリストファー・ブライニー〉[200]）
- ゴーストギャル（2022年、アーチャー〈オースティン・フライバーガー〉[201]）
- ザ・ファビュラス（2022年、ドヨン〈キム・ミンギュ〉[202]）
- コッソンビ 二花院の秘密 (2023年、カン・サン 〈リョウン〉[203] )
- ゴールデンスプーン（2023年、イ・スンチョン〈ユク・ソンジェ（BTOB）〉[204]）
- WRECK/レック（2023年、ジェイミー・ウォルシュ〈オスカー・ケネディ〉[186]）
- Gen V/ジェン・ブイ（2023年、アンドレ〈チャンス・パードモ〉[205]）
- フロム -閉ざされた街-（2024年、エリス〈コーテオン・ムア〉[206]）
- NCIS: シドニー（2024年、デショーン・ジャクソン〈シーン・サーガル〉[207]）
- ロッカビー:パンナム103便爆破事件（2025年、メグラヒ〈アルダラン・エスマイリ〉[208]）

#### アニメ
- ストレッチ・アームストロング&フレックス・ファイターズ（2017年、ネイサン[181]）
- ロック・ドッグ（2020年、ボディ[185]）
- セントラル・パーク＃4（2020年、怯えた男2[181]）
- DC スーパーヒーローガールズ（2020年、グリーン・アロー/オリバー[181]）
- アンダー・ザ・ボードウォーク（2023年、マニー[209]）

### 特撮
- 機界戦隊ゼンカイジャー（2021年 - 2023年、カッタナーの声[210]） - 4作品[一覧 22]

### ナレーション
- フジテレビワンツーネクスト（番組ガイド[181]）
- TBSテレビ「あさチャン！」(2021年3月29日～9月30日、毎週月曜～金曜日[213][214])
- リアル脱出ゲーム「謎だらけの火星からの脱出」（オープニングとエンディングのナレーション[215]）
- TBSテレビ「まるっと!サタデー」(2022年6月4日～12月24日、毎週土曜日[216][217])
- テレビ朝日&ABEMA「FIFAワールドカップ64 ～日本戦完全スコア予想！開幕1週間前SP！～」[218]
- 小説「さよならの向う側 Time To Say Goodbye」発売記念PV第二弾[219]

### CM
- ハムリーズ WEB CM[181]
- 三幸製菓 アニメCM ブレイクスルー「あきらめない篇」（2021年、小望ツブヨリ[220][221]）
- 「かぐや様は告らせたい？」×中国日清・合味道 スペシャル動画[222]
  - 第1弾「かぐや様は食べてみたい編」
  - 第2弾「かぐや様は喜ばせたい編」
- YouTube広告「AnimeJapan 2022 CM」15秒バージョン[223]
- クラブコスメチックス エアリータッチシリーズ「実況 スピードメイクチャレンジ!!!」[224]
- Coca-Cola GEORGIA CM「ようこそカフェジョージア へ」篇 30秒[225][226]
- radiko CM『音はつながる、あの頃と未来に。』（2021年、芝浦レイジ）[227]
  - アニメーションCM「番組企画」篇[228]
  - ラジオCM「CMの合間」篇[229]

### テレビ番組
- おとなはみんな疲れています―「TOKYO JUNJO CAFE」第三弾第2回（2020年11月9日 - 13日、AT-X[230][231]）
- 「ラストメタル ～Behind The Scenes～」全3話（2021年12月11日 - 24日、ファミリー劇場CLUB・ひかりTV・ファミリー劇場[232]）

### 映像商品
- 「人狼バトル lies and the truth 2019 August～人狼VSエクソシスト～」（2020年4月1日[233]）
- 「かぐや様は告らせたい on Stage ～秀知院音楽譚～」（2021年2月24日[234]）
- Kiramune Presents READING LIVE「魔法の呪文は ガン・マビ・レーテ」（2023年4月26日[235]）
- TVアニメ「かぐや様は告らせたい」奉心祭 in AKIHABARA（2023年6月7日[236]）
- [Re:collection] HIT SONG cover series feat.voice actors 1st Live（2023年6月30日[237]）
- 「オトメイトパーティー2023」（2024年3月29日[238]）
- 斉藤壮馬・石川界人のダメじゃないラジオ「ダメラジ健康センター」（2024年4月26日[239]）
- 曼荼羅イブ 1st LIVE LIVE！MANDA-LIVE！ 衆生もHOTOKEもご唱和！歌経歌合戦！！（2024年7月2日[240]）

### 付録・映像特典等
- number24 Blu-ray 第3巻 映像特典「先行上映会」[241]
- 「錆喰いビスコ」Blu-ray&DVD Vol.1 初回特典発売記念配信イベント[242]
- かぐや様は告らせたい-ウルトラロマンティック- Blu-ray&DVD全巻購入特典[243]
  - 「ザ・ドキュメンタリー-かぐや様は伝えたい-」
- 劇場版ツルネ －はじまりの一射－ Blu-ray & DVD 映像特典「キャスト舞台挨拶」[244]
- 『Dr.STONE』3rd SEASON Blu-ray & DVD BOX 1 初回生産限定版特典[245]
  - 「第3期直前!! 欲張り上映イベント」ダイジェスト映像
- 30歳まで童貞だと魔法使いになれるらしい 
  - Blu-ray 上巻収録映像「先行上映イベント 第1部」[246]
  - Blu-ray 下巻収録映像「先行上映イベント 第2部」[247]
- 勇気爆発バーンブレイバーン Blu-ray 1 特典映像「キャストインタビュー」[248]

### 舞台・朗読劇
- 声優朗読劇 フォアレーゼン
  - 「ヴェルサイユ騒動記」奈良公演（2019年7月21日、DMG MORI やまと郡山城ホール[249]）
  - 「ヴェルサイユ騒動記」静岡公演（2019年10月26日、焼津文化会館[250]）
  - 「山野辺義芸 我に敵意なし」茨城公演（2022年5月1日、日立市民会館[251]）
  - 「ルクレールの暗殺」東京公演（2022年7月10日、ルネこだいら[252]）
  - 「永遠のロリータ」大阪公演（2023年11月5日、LICはびきの[253]）
  - 「ドン・ジョヴァンニ」神奈川公演（2024年3月3日、横須賀芸術劇場[254]）
- かぐや様は告らせたい on Stage〜秀知院音楽譚～（2020年10月25日、サンシティ越谷[255]）
- 女神降臨（2021年10月24日、ところざわサクラタウン）- 五十嵐悠役[256]
- リーディングシアターVol.3「RAMPO in the DARK」
  - 江戸川乱歩 「疑惑」、「陰獣」（2022年6月26日、神田明神ホール[257]）
- 江戸川乱歩の世界 朗読劇「幻燈の獏」（2022年8月13日、イイノホール）- 栗田少佐役[258][259]
- ボイスシネマ『声優口演2022』in練馬 夜公演（2022年8月20日、練馬文化センター）- ジェイムズ役[260]
- 吸血鬼ドラキュラ 〜Eternal Love〜 夜公演（2022年8月21日、TOKYO FM ホール）- ハーカー役[261]
- Kiramune Presents READING LIVE「魔法の呪文は ガン・マビ・レーテ」[262]
  - 大阪公演（2022年10月16日、オリックス劇場）
  - 東京 夜公演（2022年10月22日、立川ステージガーデン）
  - 東京 夜公演（2022年10月23日、立川ステージガーデン）
- アクション朗読劇「怪盗探偵山猫～黒羊の挽歌～」（2023年1月15日、ニッショーホール）[263]
- 朗読劇「瓶詰めの海は寝室でリュズタンの夢をうたった」〜トノキヨの夏休み〜（2024年9月29日、Mixalive TOKYO Theater Mixa） - クラゲ 役[264]

### イベント出演
- ネト充のススメ
  - 先行上映会「ネト充の鑑賞会」（2017年9月16日[265]）
  - 先行上映会「ネト充の鑑賞会 Part2」（2017年10月1日、ユナイテッド・シネマ アクアシティお台場[266]）- MC
  - ローソン1日店長イベント（2017年10月15日、ローソン小金井貫井北町五丁目店[267]）
  - DVD第1巻発売記念イベント「ネト充のオフ会」（2017年11月5日[268]）
  - DVD第4巻発売記念イベント「ネト充のカラオケオフ会」（2017年12月18日、J-SQUARE SHINAGAWA[269])
  - ラジ充のススメ公開録音（2018年1月20日、科学技術館サイエンスホール[270])
  - Blu-ray 発売記念イベント「ネト充の打ち上げ」（2018年1月20日、科学技術館サイエンスホー[271])
- 奴隷区 The Animation
  - AnimeJapan 2018「奴隷区」スペシャルステージ（2018年3月24日&3月25日、東京国際展示場[272]）
  - キャスト登壇先行上映会（2018年3月31日、TOHOシネマズ新宿[273]）
- ツルネ
  - 出演者舞台挨拶＆特別編上映 “矢渡しの儀”（2018年10月6日、丸の内ピカデリー1[274]）
  - Blu-ray＆DVD第一巻 発売記念お渡し会（2019年2月3日、秋葉原エンタス[275]）
  - スペシャルイベント “納射の儀”（2019年3月3日、杜のホールはしもと[276]）
  - 『劇場版ツルネ －はじまりの一射－』公開御礼舞台挨拶A（2022年8月26日、丸の内ピカデリー1[277]）
  - スペシャルイベント＜あまつ星祭り＞（2023年9月3日、なかのZERO 大ホール[278]）
- 江口拓也と八代拓のさんたく!!!
  - さんたく!!! 〜Chapter2 芸術と運動の祭典～（2018年11月11日、幕張国際研修センター[279]）
- かぐや様は告らせたい
  - ジャンプフェスタ「かぐや様」ステージ（2018年12月23日、幕張メッセ 国際展示場ホール[280]）
  - Blu-ray&DVD 1巻予約イベント②「会長と会計の放課後」（2019年3月19日[281]）
  - 『平成最後の告RADIO〜powered by 四宮グループ〜』公開収録（2019年3月26日、SME六番町ビル[282]）
  - ジャンプフェスタ「かぐや様」ステージ（2019年12月22日、幕張メッセ 国際展示場ホール[283]）
  - 『KAGUYA ♡ ULTRA BEST』発売記念イベント in 東京（2022年4月30日[284]）
  - ジャイアンツ×かぐや様 始球式（2022年5月25日、東京ドーム[285]）- 応援枠、場内アナウンス
  - 「かぐや様は告らせたい-ファーストキッスは終わらない-」関連イベント
    - 公開記念舞台挨拶（2022年12月24日、横浜ブルク13[286]）
    - 公開記念舞台挨拶（2022年12月24日、川崎チネチッタ[287]）

  - AnimeJapan 2023【定期公演】2023年度 応援合戦（2023年3月25日、東京国際展示場[288]）
  - 「奉心祭 in AKIHABARA」Blu-ray&DVDリリース記念 インストアイベント（2023年6月3日[289]）
- なんでここに先生が!?
  - AnimeJapan 2019「なんでここに先生が!?」スペシャルステージ（2019年3月23日、東京国際展示場[290]）
- イケメン源氏伝
  - AGF2019「源氏伝」出演キャストによるお渡し会（2019年11月10日、池袋サンシャインシティ[291]）
  - 舞台『イケメン源氏伝 あやかし恋えにし ～義経ノ章～』（2020年2月15日、三越劇場[292]）- ゲスト
- number24
  - 放送直前イベント（2020年1月6日、池袋サンシャインシティ[293]）
  - めっちゃ感謝しまくってますイベント（2021年3月21日、北とぴあ2F さくらホール[294]）
- EROSIONメンバーとして参加したイベント
  - Rejet Fes.2021 TRY! 1日目-Night-（2021年4月3日、立川ステージガーデン[295][296]）
  - Rejet Fes.2021 TRY! 2日目-Day-＆-Night-（2021年4月4日、立川ステージガーデン[297]）
  - 1stALBUM発売記念イベント「EROSION 1st Anniversary BLOODS」（2021年8月14日[298]）
- 専修大学鳳祭 鈴木崚汰と浦和希の特別講義 ～秋のスペシャルトークショー～（2022年11月6日、専修大学 生田キャンパス[299]）
- ディズニー ツイステッドワンダーランド Fes. 2023（2023年8月20日、東京国際フォーラム ホールA[300]）
- Opus.COLORs
  - 「永茜高校学園祭～パスカラアートフェス～」（2023年9月24日、パシフィコ横浜 国立大ホール[301]）
  - 『出張！永茜高校放送研究会ラジオ公録イベント！』（2023年10月7日、animate hall BLACK[302]）
- 『Dr.STONE』ウインドオーケストラコンサート 2023（2023年9月30日、昭和女子大学 人見記念講堂[303]）
- 「望まぬ不死の冒険者」先行上映会（2023年12月9日、池袋HUMAXシネマズ[304]）
- 勇気爆発バーンブレイバーン
  - 先行上映会＋トークショー（2023年12月10日、TOHOシネマズ六本木ヒルズ[305]）
  - Blu-ray発売記念イベント（2024年5月26日、AKIHABARAゲーマーズ本店[306]）
- 声優によるキャリア教育（2024年3月13日、豊島区立富士見台小学校[307]）
- 30歳まで童貞だと魔法使いになれるらしい
  - AnimeJapan 2024 サテライトブース スペシャルステージ（2024年3月24日、東京国際展示場[308]）
- WIND BREAKER
  - 先⾏上映イベント『ボウフウリン 放送前総会』（2024年3月31日、新宿バルト9[309]）
- ハズレ枠の【状態異常スキル】で最強になった俺がすべてを蹂躙するまで
  - 先行上映会（2024年5月19日、グランドシネマサンシャイン池袋[310]）

### ラジオ
※はインターネット配信。
- 天津向 presents 新人声優四つどもえラジオ（2017年、超!A&G+※）- 週替わりパーソナリティ
- ラジ充のススメ 鈴木と上田がログインしました（2017年、HiBiKi Radio Station※[311]）
- 告RADIO ROAD TO 2020 / 告RADIO 2020/ 告RADIO 3（2019年 - 2021年、音泉※）- コーナーパーソナリティ[312][313][314]
- イケメン源氏伝生ラジオ  おしゃべり絵巻（2019年 - 2022年、YouTube※・ニコニコ動画※・Twitter※[315][316]）
- 月刊 新・男前通信（2019年、文化放送モバイルplus[317]）- 10月号月刊パーソナリティ
- 市川太一・鈴木崚汰 MIX UP!!（2020年 - 2023年、YouTube※・ニコニコ動画※[318]）
- 鈴木崚汰・市川蒼 BE MY BABY（2020年 - 、超!A&G+※[319]）
- 中島ヨシキ＆鈴木崚汰のBrilliant Luxury！（2020年 - 2021年、ニコニコ動画※[320][321]）
- イキザマラジのミニコーナー「鈴木崚汰の恋ロマ通信」（2021年、音泉※[322]）
- 鈴木崚汰祭り2021（2021年 、音泉※[323]）
- RADIO海賊王女 - 瀬戸×鈴木の船内放送局（2021年、超!A&G+※[324]）
- 真の仲間じゃないと勇者のパーティーを追い出されたので、辺境でスローライフラジオすることにしました（2021年 - 2022年、音泉※[325]）
- ティーンズラジオ（2021 - 2023年、NHK R1[326]）
  - ティーンズラジオ2021[327]
  - ティーンズラジオ2022[328]
  - ティーンズラジオ2023[329]
- ハコラジ ～声優男子の逆襲～（2022年、音泉※[330]）
- <音泉>presents #AnimeJapanのしおり（2022年、音泉※[331]）
- かぐや様は告らせたい LOVE STREAM（2022年、Spotify※[332]）
- ミニラジオ『永茜高校放送研究会』（2023年、YouTube※[333]）- 5月と特別版のパーソナリティ[334]
- 「チェリまほミニラジオ」アフタートーク（2024年、YouTube※[335]）
- オリジナルTVアニメ「勇気爆発バーンブレイバーン」Webレイディオ（2024年、YouTube※[336]）

### オーディオドラマ
- 私の従僕 特別オーディオドラマ（2019年、ジーク[337]）※【メインストーリー】無料&【ショートストーリー】第1巻各販売店の購入特典QRコード[338]
- 悪役令嬢、セシリア・シルビィは死にたくないので男装することにした。（2021年 - 2023年、オスカー・アベル・プロスペレ）※【作品紹介】無料&【書き下ろしストーリー】第3巻購入特典QRコード[339][340]、ボイスドラマ配信アプリ「mimicle」[341]
- 転生先が少女漫画の白豚令嬢だった reBoooot!（2022年、リカルド）※【作品紹介・ときめきボイス】無料&【書き下ろしストーリー】コミックス第3巻特典二次元コード[342][343]
- PRELUDERS（2022年、仲光舜）[344]
- 「G'sこえけん」音声化短編コンテスト「彼女の夜が明けるまで」前編[345]＆後編[346]（2023年、高梨）[347]

### オーディオブック
- シャドウ（2017年）
- 自意識とコメディの日々（2022年8月22日[348]）

### デジタルコミック
- 人形峠（2018年、宇野功[349]）
- 今、恋をしています。（2021年、辰川先輩） - 第4巻購入特典URL、『別冊マーガレット』2021年7月付録URL[350]
- クラスのイケメンと地味キャラがバンド組む話（2021年、龍[351]）
- 黒ギャルさんが来る！（2021年、黒田[352]）
- うろんミラージュ（2022年、浪崎朧[353]）
- 愛想が尽きない（2023年、緒方京介[354]）
- 誰か夢だと言ってくれ（2023年、真柴晴人[355][356]）
- ひとつしかないもの（2023年、橘正博[357]）
- 失恋オメガは愛されたい（2024年、平野将悟[358]）

### PV
- 【電撃文庫朗読してみた】
  - 君が、仲間を殺した数（2021年、朗読[359]）
  - 賢勇者シコルスキ・ジーライフの大いなる探求（2021年、朗読[360]）
  - 錆喰いビスコ（2021年、朗読[361]）
- 今度は殺されたくないアザラシさん 第1巻発売記念PV（2021年、北村律[362]）

### その他
- ラジオドラマ「パープルスカイ」（市川学役[363]）
- ソフマップ2号店 店内放送[364]
- AnimeJapanのイベントサポーター、レポーター、MC、宣伝隊長、公式マスコットAJ兄弟のJくん（2018年 - [365][366]）
- TVアニメ「かぐや様は告らせたい？」ボイス付きLINEスタンプ[367]
- ボイスアニメ「しょうぐん 天晴れェド！」（家慶役[368]）
- ボイコネ「お題10本にチャレンジ」（2020年11月20日～2021年1月22日[369]）
- 僕たちはねこである（2021年5月1日～2021年12月30日[370][371]）- とり天役[372]
- 音泉祭り実写ミニドラマ「てやんでぇ！握りのりょうた」（2021年6月12日[373][374]）
- VRトークライブ声優ひろば vol.3（2021年7月18日[375]）
- 書評「放送部出身の声優・鈴木崚汰が語る、湊かなえ最新刊『ドキュメント』」
  - 前編（2021年3月3日公開[376]）
  - 後編（2021年3月8日公開[377]）
- 音声コンテンツ「ショートショートギャラリー～声のプロと読むショートショート～」
  - 第42回「発電生物」（2022年3月5日配信[378]）
  - 第43回「検索窓」（2022年3月12日配信[379]）
  - 第44回「ラガーマンのチョコ」（2022年3月19日配信[380]）
  - 第45回「卒業式」（2022年3月26日配信[381]）
- Twitterスペース「ピッコマヒミツ漫画会議 」（2022年11月3日[382]）
- 松坂屋名古屋店 公式アンバサダー「松坂屋三兄弟」（北二郎役[383]）
- VΔLZ オリジナルストーリー「桜魔大戦譚　～相対するモノたちへ～」（二階堂シュウゲツ役[384]）

## ディスコグラフィ

### キャラクターソング
| 発売日         | 商品名 | 歌 | 楽曲                                                                                    | 備考                                                                                 |
| -------------- | --- | --- | --------------------------------------------------------------------------------------- | ------------------------------------------------------------------------------------ |
| 2020年2月28日  | 君といるなら | 柚木夏紗（河西健吾）、真行寺清一郎（鈴木崚汰） | 「君といるなら」                                                                        | テレビアニメ『number24』エンディングテーマ                                           |
| 2020年7月22日  | From a Spicy Peak | EROSION | 「From a Spicy Peak」 「Underdogs」                                                     | 『CARNELIAN BLOOD』関連曲                                                            |
| 2020年9月23日  | Aspiration | EROSION | 「Aspiration」 「The Oath」                                                             | 『CARNELIAN BLOOD』関連曲                                                            |
| 2020年11月25日 | RAD HEAD | EROSION | 「RAD HEAD」 「Get Out!!!!!」 「(Outro) Sham'ing」                                      | 『CARNELIAN BLOOD』関連曲                                                            |
| 2021年4月19日  | - | 大鳳肖（土田玲央）、小鳥遊商（徳留慎乃佑）、七瀬鑑（鈴木崚汰）、マイケル・宣・オリバー（古田一紀）                                                                 | 「Perfect Sunday!」                                                                     | 『Portraits』関連曲                                                                  |
| 2021年6月30日  | “EROSION” 1st ALBUM What is mine                                                                                           | EROSION | 「What is mine」 「Vigrante」 「Lighthouse」 「The Sun Also Rises」 「CRIER!! CRIER!!」 | 『CARNELIAN BLOOD』関連曲                                                            |
| 2021年12月22日 | EROSION with YOU from CARNELIAN BLOOD Vol.1 CREHA                                                                          | EROSION | 「FIREMIND」                                                                            | 『CARNELIAN BLOOD』関連曲                                                            |
| 2022年1月26日  | EROSION with YOU from CARNELIAN BLOOD Vol.2 BYAKUYA                                                                        | EROSION | 「Devil’s Dinner」                                                                      | 『CARNELIAN BLOOD』関連曲                                                            |
| 2022年1月26日  | イロカレシピ〜ツンデレ彼氏、おひさま彼氏と作るトロチーカレー麻婆豆腐〜                                                     | 松村岬青（古川慎）、河北橙星（鈴木崚汰） | 「イケない妄想♡隠し味」                                                                 | 『イロカレシピ』関連曲                                                               |
| 2022年1月26日  | THE LAST METAL Venomous 8 Welcome to the Deadlight City                                                                    | Vo.＆Gt.新宮寺成（伊東健人）、Vo.蓮水潤（ランズベリー・アーサー）、Vo.宇垣万（鈴木崚汰）、Vo.久堂真也（植田圭輔）、Gt.一宮凛己、Ba.富喜薫、Dr.桐葉燎、Key.周藤世絆 | 「R.I.P.」                                                                              | 『THE LAST METAL』関連曲                                                             |
| 2022年2月2日   | 機界戦隊ゼンカイジャー キャラクターソングアルバム                                                                          | フリント・ゴールドツイカー（森日菜美）、カッタナー・ゴールドツイカー（鈴木崚汰）、リッキー・ゴールドツイカー（松田颯水）                                           | 「ゴールドツイカー☆界賊の掟」                                                           | テレビドラマ『機界戦隊ゼンカイジャー』関連曲                                         |
| 2022年2月16日  | 咆哮 | ビスコ（鈴木崚汰）、ミロ（花江夏樹） | 「咆哮」                                                                                | テレビアニメ『錆喰いビスコ』エンディングテーマ                                       |
| 2022年2月16日  | 咆哮 | ビスコ（鈴木崚汰） | 「咆哮」                                                                                | テレビアニメ『錆喰いビスコ』関連曲                                                   |
| 2022年2月23日  | EROSION with YOU from CARNELIAN BLOOD Vol.3 NEIGHT                                                                         | 蓮巳ネイト（鈴木崚汰） | 「Still...」                                                                            | 『CARNELIAN BLOOD』関連曲                                                            |
| 2022年2月23日  | EROSION with YOU from CARNELIAN BLOOD Vol.3 NEIGHT                                                                         | EROSION | 「NEVER LET “U” GO」                                                                    | 『CARNELIAN BLOOD』関連曲                                                            |
| 2022年3月23日  | EROSION with YOU from CARNELIAN BLOOD Vol.4 YORU                                                                           | EROSION | 「OneThing」                                                                            | 『CARNELIAN BLOOD』関連曲                                                            |
| 2022年4月27日  | EROSION with YOU from CARNELIAN BLOOD Vol.5 TOXIN                                                                          | EROSION | 「Dancing on the edge」                                                                 | 『CARNELIAN BLOOD』関連曲                                                            |
| 2022年4月27日  | KAGUYA ULTRA BEST | 告RADIO Loves 鈴木崚汰 | 「アオハル」                                                                            | ラジオ『告RADIO』関連曲                                                              |
| 2022年4月27日  | KAGUYA ULTRA BEST | 石上優（鈴木崚汰）、伊井野ミコ（富田美憂） | 「DADDY! DADDY! DO!」                                                                   | テレビアニメ『かぐや様は告らせたい?〜天才たちの恋愛頭脳戦〜』関連曲                  |
| 2022年5月18日  | ヒーローライセンス | 護人明日可（榎木淳弥）、仲光舜（鈴木崚汰）、春馬湊（岩崎諒太）、柏木世良（堀江瞬）                                                                                 | 「ヒーローライセンス（High Five）」                                                     | 『PRELUDERS （High Five&S-quad）』関連曲                                             |
| 2022年6月29日  | I'm a HERO | 護人明日可（榎木淳弥）、仲光舜（鈴木崚汰）、春馬湊（岩崎諒太）、柏木世良（堀江瞬）                                                                                 | 「I'm a HERO」 「運命共同体のうた」                                                     | 『PRELUDERS （High Five&S-quad）』関連曲                                             |
| 2022年8月31日  | PRELUDERS By Your Side | 護人明日可（榎木淳弥）、仲光舜（鈴木崚汰）、春馬湊（岩崎諒太）、柏木世良（堀江瞬）                                                                                 | 「地平線クライマー」                                                                    | 『PRELUDERS （High Five&S-quad）』関連曲                                             |
| 2022年10月30日 | 告RADIO Loves 鈴木崚汰「虹の向こうへ」                                                                                     | 告RADIO Loves 鈴木崚汰 | 「虹の向こうへ」                                                                        | ラジオ『告RADIO』関連曲                                                              |
| 2023年2月22日  | “EROSION” 2nd ALBUM NEW MIXTURE                                                                                            | EROSION | 「NEW MIXTURE」 「終極」 「ハローアンセム」                                             | 『CARNELIAN BLOOD』関連曲                                                            |
| 2023年3月1日   | ハンサムロンダリングED [ masquerade ]                                                                                      | 海瀬隼人（鈴木崚汰）、日向野駿（石川界人）、月城葦夜（阿座上洋平）、空閑巴（岡本信彦）                                                                             | 「masquerade」                                                                          | 『ハンサムロンダリング』関連曲                                                       |
| 2023年3月22日  | ツルネ －つながりの一射－ オリジナルサウンドトラック                                                                       | 滝川雅貴（浅沼晋太郎）、鳴宮湊（上村祐翔）、竹早静弥（市川蒼）、山之内遼平（鈴木崚汰）、如月七緒（矢野奨吾）、小野木海斗（石川界人）                               | 「射法八節のテーマ」                                                                    | テレビアニメ『ツルネ -つながりの一射-』関連曲                                        |
| 2023年3月22日  | TVアニメ『ツルネ -つながりの一射-』キャラクターソングミニアルバム 星をつなぐ                                               | 山之内遼平（鈴木崚汰）、如月七緒（矢野奨吾） | 「ありのままで」                                                                        | テレビアニメ『ツルネ -つながりの一射-』関連曲                                        |
| 2023年6月23日  | SIDE ARTIST | 御来屋楓（中島ヨシキ）、桐乃江麻秀（鈴木崚汰） | 「NOVA」                                                                                | テレビアニメ『Opus.COLORs』関連曲                                                    |
| 2023年6月23日  | SIDE ARTIST | 御来屋楓（中島ヨシキ）、桐乃江麻秀（鈴木崚汰）、織堂優一（仲村宗悟）、登世康平（山下大輝）                                                                         | 「Glowing Shadow」                                                                      | テレビアニメ『Opus.COLORs』関連曲                                                    |
| 2023年6月23日  | SIDE GRADER | 永茜高校 Grader Group | 「SHINY 〜Grader cover〜」                                                              | テレビアニメ『Opus.COLORs』関連曲                                                    |
| 2023年8月23日  | FACTS ERROR/dawn light | セイジ・スカイフォール（小林裕介）、ニコ（堀江瞬）、ジュード・アレス（鈴木崚汰）、ビアンキ・ロウ（田丸篤志）                                                       | 「dawn light」                                                                          | 『エリオスライジングヒーローズ』より「Sing in the darkness」のED楽曲                 |
| 2023年8月24日  | 歌経結集～Sing-Track_#01 “Satori”～                                                                                        | 親波瑠鸞馬（鈴木崚汰）、日傘蓮二郎（小野友樹）、栄西浪（寺島惇太）                                                                                                 | 「終わらない旅路」                                                                      | 『曼荼羅イブ』関連曲                                                                 |
| 2023年8月24日  | 歌経結集～Sing-Track_#01 “Satori”～                                                                                        | 親波瑠鸞馬（鈴木崚汰） | 「最大最高ノンストップ！」                                                              | 『曼荼羅イブ』関連曲                                                                 |
| 2023年8月24日  | 歌経結集～Sing-Track_#01 “Satori”～                                                                                        | 親波瑠鸞馬（鈴木崚汰）、日傘蓮二郎（小野友樹）、栄西浪（寺島惇太）、空我海雲（立花慎之介）、道之元大（大河元気）、一丸遍角（北村諒）                               | 「GOT-SHOW WA!」                                                                        | 『曼荼羅イブ』関連曲                                                                 |
| 2023年8月24日  | 歌経結集～Sing-Track_#02 "Ku"～                                                                                            | 親波瑠鸞馬（鈴木崚汰）、日傘蓮二郎（小野友樹）、栄西浪（寺島惇太）、空我海雲（立花慎之介）、道之元大（大河元気）、一丸遍角（北村諒）                               | 「流転する宇宙と輪廻の果てさえも超えてまた会いたいから」                                | 『曼荼羅イブ』関連曲                                                                 |
| 2024年3月6日   | ババーンと推参！バーンブレイバーン/双炎の肖像                                                                              | イサミ・アオ（鈴木崚汰）、ルイス・スミス（阿座上洋平） | 「双炎の肖像」                                                                          | テレビアニメ『勇気爆発バーンブレイバーン』エンディングテーマ                         |
| 2024年3月27日  | マジカルラブ | 安達清（小林千晃）、黒沢優一（鈴木崚汰） | 「マジカルラブ」 「マジカルラブ（黒沢心の声だだ漏れVer）」                              | テレビアニメ『30歳まで童貞だと魔法使いになれるらしい』エンディングテーマ             |
| 2024年3月27日  | マジカルラブ | 黒沢優一（鈴木崚汰） | 「マジカルラブ（黒沢ソロ ピアノVer）」                                                  | テレビアニメ『30歳まで童貞だと魔法使いになれるらしい』エンディングテーマ             |
| 2024年4月26日  | ジャックジャンヌ ミニアルバム『shuffle2』                                                                                  | 忍成司（山下大輝）、御法川基絃（鈴木崚汰） | 「オー・ラマ・ハヴェンナ おお、愛するハヴェンナよ shuffle ver.」                        | 『ジャックジャンヌ』関連曲                                                           |
| 2024年4月26日  | ジャックジャンヌ ミニアルバム『shuffle2』                                                                                  | 白田美ツ騎（梶原岳人）、菅知聖治（植木慎英）、御法川基絃（鈴木崚汰）                                                                                               | 「ハレル・ア～友よ、わが神の名をさけべ～ shuffle ver. type B」                          | 『ジャックジャンヌ』関連曲                                                           |
| 2024年4月26日  | ジャックジャンヌ ミニアルバム『shuffle2』                                                                                  | 立花希佐（寺崎裕香）、根地黒門（岸尾だいすけ）、白田美ツ騎 （梶原岳人）、海堂岳信（濱野大輝）、菅知聖治（植木慎英）、忍成司（山下大輝）、御法川基絃（鈴木崚汰）    | 「Fortune color is crystal! shuffle2 ver.」                                             | 『ジャックジャンヌ』関連曲                                                           |
| 2024年7月17日  | 『ブルーロック』キャラクターソングシングル CD Vol.3                                                                        | 千切豹馬（斉藤壮馬）、鰐間淳壱&鰐間計助（鈴木崚汰） | 「羅実組曲」 「BLUE LUCK Ver.03」                                                       | テレビアニメ『ブルーロック』関連曲                                                   |
| 2024年12月11日 | TVアニメ「30歳まで童貞だと魔法使いになれるらしい」特別編集版EDテーマ『ラブキャンドル』&オリジナルサウンドトラック アルバム | 安達清（小林千晃）、黒沢優一（鈴木崚汰）、柘植将人（古川慎）、綿矢湊（佐藤元）                                                                                     | 「ラブキャンドル」                                                                      | 劇場アニメ『「30歳まで童貞だと魔法使いになれるらしい」特別編集版』エンディングテーマ |
| 2024年12月11日 | TVアニメ「30歳まで童貞だと魔法使いになれるらしい」特別編集版EDテーマ『ラブキャンドル』&オリジナルサウンドトラック アルバム | 安達清（小林千晃）、黒沢優一（鈴木崚汰） | 「ラブキャンドル」                                                                      | 劇場アニメ『「30歳まで童貞だと魔法使いになれるらしい」特別編集版』関連曲             |
| 2024年12月11日 | TVアニメ「30歳まで童貞だと魔法使いになれるらしい」特別編集版EDテーマ『ラブキャンドル』&オリジナルサウンドトラック アルバム | 黒沢優一（鈴木崚汰） | 「ラブキャンドル」                                                                      | 劇場アニメ『「30歳まで童貞だと魔法使いになれるらしい」特別編集版』関連曲             |

### その他参加楽曲
| 発売日        | 商品名                                                                                  | 歌 | 楽曲                                        | 備考                                                                                 |
| ------------- | --------------------------------------------------------------------------------------- | --- | ------------------------------------------- | ------------------------------------------------------------------------------------ |
| 2018年5月1日  | あにそんボーカル                                                                        | 鈴木崚汰 | 「世界が終るまでは…」/WANDS                 | ※DAMカラオケにて、カラオケ曲としての配信曲。CDやデジタルデータは販売しておりません。 |
| 2020年3月22日 | あにそんボーカル                                                                        | 鈴木崚汰 | 「フィクション」/sumika                     | ※DAMカラオケにて、カラオケ曲としての配信曲。CDやデジタルデータは販売しておりません。 |
| 2022年7月27日 | [Re:collection] HIT SONG cover series feat.voice actors 〜10's-20's EDITION〜           | 鈴木崚汰 | 「魔法の絨毯」/川崎鷹也                     | 『Re:collection』関連曲                                                              |
| 2024年5月29日 | [Re:collection] HIT SONG cover series feat.voice actors 2 ～90's-00's EDITION～         | 鈴木崚汰 | 「Tomorrow never knows」/Mr.Children        | 『Re:collection』関連曲                                                              |
| 2024年6月26日 | Hello Kitty 50th Anniversary Presents My Bestie Voice Collection with Sanrio characters | 鈴木崚汰 | 「ふたりの Milky Way」/リトルツインスターズ | 『Hello Kitty 50th My Bestie Voice Collection』関連曲                                |
| 2024年6月26日 | Hello Kitty 50th Anniversary Presents My Bestie Voice Collection with Sanrio characters | 入野自由、浦田わたる、大塚剛央、加藤和樹、木村良平、鈴木崚汰、立花慎之介、豊永利行、仲村宗悟、堀江 瞬、牧島 輝、森 愁斗 | 1. 「KAWAII FESTIVAL」 2. 「ハローキティ」  | 『Hello Kitty 50th My Bestie Voice Collection』関連曲                                |

## ライブ

### ワンマンライブ
| 出演日        | タイトル                          | 会場 | 備考                                               |
| ------------- | --------------------------------- | ---- | -------------------------------------------------- |
| 2022年6月25日 | 「鈴木崚汰ライブツアー2022 青春」 | なし | Abema独占生配信「かぐやDAY」でのミニライフコーナー |

### 合同ライブ
| 出演日            | タイトル                                                                            | 会場                                           |
| ----------------- | ----------------------------------------------------------------------------------- | ---------------------------------------------- |
| 2021年2月28日     | 『EROSION 1st LIVE「UNDERDOGS」from CARNELIAN BLOOD』                               | めぐろパーシモン大ホール                       |
| 2021年4月3日・4日 | 『Rejet Fes.2021 TRY！』                                                            | TACHIKAWA STAGE GARDEN（立川ステージガーデン） |
| 2022年5月29日     | 機界戦隊ゼンカイジャー ファイナルライブツアー2022                                   | オリックス劇場                                 |
| 2022年9月10日     | 『EROSION 2nd LIVE「NEW MIXTURE」from CARNELIAN BLOOD』                             | TACHIKAWA STAGE GARDEN（立川ステージガーデン） |
| 2022年10月30日    | TVアニメ「かぐや様は告らせたい」奉心祭 in AKIHABARA                                 | 秋葉原UDX                                      |
| 2023年1月22日     | [Re:collection] HIT SONG cover series feat.voice actors 1st Live                    | サンシティ越谷市民ホール 大ホール              |
| 2023年7月2日      | 「曼荼羅イブ 1st.LIVE LIVE！MANDA-LIVE！ ～衆生もHOTOKEもご唱和！歌経歌合戦！！～」 | 渋谷ストリームホール                           |
| 2023年9月24日     | 『Opus.COLORs』スペシャルイベント「永茜高校学園祭～パスカラアートフェス～」         | パシフィコ横浜 国立大ホール                    |
| 2024年9月1日      | Animelo Summer Live 2024 -Stargazer-                                                | さいたまスーパーアリーナ                       |
| 2024年11月24日    | Hello Kitty 50th Anniversary Presents My Bestie Dream Stage with Sanrio characters  | 幕張メッセ                                     |
| 2025年1月19日     | [Re:collection] HIT SONG cover series feat.voice actors 2nd Live                    | Zepp Haneda（TOKYO)                            |